# Cunnersdorf (Hohnstein)
Cunnersdorf ist ein Ortsteil von Hohnstein im Landkreis Sächsische Schweiz-Osterzgebirge.

## Geographie
Cunnersdorf liegt östlich der sächsischen Landeshauptstadt Dresden im Norden der Sächsischen Schweiz. Es befindet sich im Norden der Landstadt Hohnstein und damit im Nordosten des Landkreises Sächsische Schweiz-Osterzgebirge. Das Waldhufendorf, dessen Ortsbild zahlreiche Dreiseithöfe und acht Teiche bestimmen, liegt im Tal des Dorfbachs, der bei der Bockmühle in die Polenz mündet.
Die in steileren Hanglagen gelegenen nördlichen und westlichen Randgebiete der Gemarkung Cunnersdorf sind bewaldet. Der größte Teil der rund 903 Hektar umfassenden Flur wird landwirtschaftlich genutzt. Zum Teil auf Cunnersdorfer Flur liegen die Märzenbecherwiesen im Polenztal, ein Naturschutzgebiet.
Südwestlich benachbart ist Hohnstein, südöstlich dessen Ortsteil Ehrenberg. Nordöstlicher Nachbarort ist Polenz, ein Ortsteil von Neustadt in Sachsen. Entlang der Polenz grenzen zudem die beiden Stolpener Ortsteile Langenwolmsdorf im Norden und Heeselicht im Westen an.
Die wichtigste Straße auf Cunnersdorfer Flur ist die Bockmühlenstraße, die dem Verlauf des Dorfbachs folgt und den Dorfkern erschließt. Sie führt als Kreisstraße 8725 von der Staatsstraße 156 bei Ehrenberg kommend durch Cunnersdorf und an der zu dem Ort gehörenden Bockmühle im Polenztal vorbei zur Staatsstraße 161 und weiter in Richtung Langenwolmsdorf. In Cunnersdorf zweigt von ihr eine kleinere Straße nach Polenz ab. Cunnersdorf ist an das Busnetz des Regionalverkehrs Sächsische Schweiz-Osterzgebirge (RVSOE) angeschlossen.